# Yunsan Meas
Pour les articles homonymes, voir Meas.
Yunsan Meas, né Tchang Chi Cheng le 13 septembre 1959 au Cambodge, est un écrivain, enseignant universitaire, médecin et responsable sportif français. Il est notamment le président du Comité régional olympique et sportif des Pays de la Loire de 2013 à 2015.

## Biographie
Tchang Chi Cheng est né en 1959 au Cambodge, d'un père d'origine chinoise. À l'arrivée des Khmers Rouges de Pol Pot en 1969, sa famille fuit l'Asie, demande à changer de nom et arrive en France, où elle conservera son nouveau nom de Meas.
Il grandit en France, où il se révèle doué pour la musique ; il choisira finalement le judo et la médecine comme voies professionnelles. Après des études de médecine, il se spécialise dans la médecine physique et de réadaptation et en médecine du sport[Pas dans la source].
Président de la Ligue de Judo des Pays de la Loire[Quand ?] et membre du Comité directeur du Comité régional olympique et sportif des Pays de la Loire à partir de 1992, il succède à Marcel Retailleau à la présidence de cette dernière instance en 2013, pendant deux ans.

## Parcours professionnel
Yunsan Meas fut le président de la Ligue de Judo des Pays de la Loire de 1996 à 2004, mais est surtout connu pour son rôle au sein du CROS ; membre du Comité directeur depuis 1992, vice-président chargé du secteur sportif depuis 2009, et président du comité entre 2013 et 2015. 
En 1998, il est président de la commission médicale de la Fédération française de judo, il est membre de la commission dopage qui sanctionne Djamel Bouras mais se désolidarise ensuite de cette décision.
Également médecin et enseignant aux DIU de médecine manuelle-ostéopathie et de posturologie clinique à la faculté de médecine de Rennes, il est aussi attaché hospitalier au CHU de Nantes. Enfin, spécialiste en médecine physique, psychologique et douce, inspirée des médecines traditionnelles orientales, il a publié plusieurs ouvrages dans le domaine médical ; et donne également des conférences en lien avec la médecine à travers la région,,[source insuffisante].

## Livres publiés
- Yves Rouxeville & Yunsan Meas. Ce qui marche, ce qui ne marche pas en auriculothérapie, Josette Lyon Éd., 2004,  (ISBN 9782843190971).
- Yunsan Meas. Autoétirements : Les gestes de la souplesse, Josette Lyon Éd., 2004,  (ISBN 2-84319-091-6).
- Yves Rouxeville, Yunsan Meas et Jean Bossy. Auriculothérapie, acupuncture auriculaire, Springer Verlag, 2007,  (ISBN 978-2-287-46613-7).
- Yves Rouxeville & Yunsan Méas. Panorama de l'auriculothérapie et de l'auriculomédecine, Springer, 2011,  (ISBN 978-2-8178-0217-6).